# 小行星23199
小行星23199（23199 Bezdek）是一颗绕太阳运转的小行星，为主小行星带小行星。该小行星于2000年9月20日发现。

## 轨道参数
小行星23199的轨道半长轴为454 867 970 km，3.0405613 UA，离心率为0.049。